# Marigny (Manche)
Marigny is een plaats en voormalige gemeente in het Franse departement Manche in de regio Normandië) en telt 1983 inwoners (2004). De plaats maakt deel uit van het arrondissement Saint-Lô.

## Geografie
Marigny is op 1 januari 2016 gefuseerd met de gemeente Lozon tot de gemeente Marigny-Le-Lozon. 
De oppervlakte van Marigny bedraagt 10,3 km², de bevolkingsdichtheid is 192,5 inwoners per km².
De onderstaande kaart toont de ligging van Marigny (Manche) met de belangrijkste infrastructuur en aangrenzende gemeenten.

## Demografie
Onderstaande figuur toont het verloop van het inwonertal (bron: INSEE-tellingen).